# Bunefer
Bunefer ókori egyiptomi királyné volt a IV. dinasztia végén. Sepszeszkaf fáraó kultuszának papnője volt, de nem tudni, Sepszeszkaf felesége vagy lánya. Egyedül gízai sírjából ismert. A sírban találtak egy fehér mészkőszarkofágot, benne egy koponyával; ha ez Buneferé, akkor kb. 35 évesen halt meg.
Címei: A király felesége (ḥm.t-nỉswt), A király szeretett felesége (ḥm.t-nỉswt mrỉỉt=f), A jogar úrnője (wr.t-ḥts), A Két Úrnő jogarának úrnője (wr.t-ḥts nb.tỉ), Aki látja Hóruszt és Széthet (m33.t-ḥrw-stš), A király vér szerinti leánya (z3.t-nỉswt n ẖt=f), Hathor papnője (ḥm.t-nṯr ḥwt-ḥrw), Tjazepef papnője (ḥm.t-nṯr ṯ3-zp=f), Hórusz-Sepszeszhet papnője (ḥm.t-nṯr ḥrw-špss-ẖt), Sepszesznebti szeretett és tisztelt papnője (ḥm.t-nṯr špss-nb.tỉ mrỉỉ.t=f ỉm3ḫ.t=f). Nevének jelentése ("a szépség helye")